# Sigvard Thomas Waldemar Rømeling
Sigvard Thomas Waldemar Rømeling (født 25. august 1809 i København, død 16. marts 1878 sammesteds) var en dansk officer og hofmand.

## Biografi
Han var søn af generalmajor, kammerherre Carl Rømeling og Ane Johanne født Neergaard, blev officer og steg til oberst og kammerherre og var hofchef hos Arveprinsesse Caroline.
20. marts 1850 ægtede han i Det Gule Palæ Caroline Sehested (3. november 1809 i Itzehoe – 8. eller 9. september 1875 i København).
Han er begravet på Garnisons Kirkegård. Der findes fotografier af Georg E. Hansen.